# Königliches Lithographisches Institut

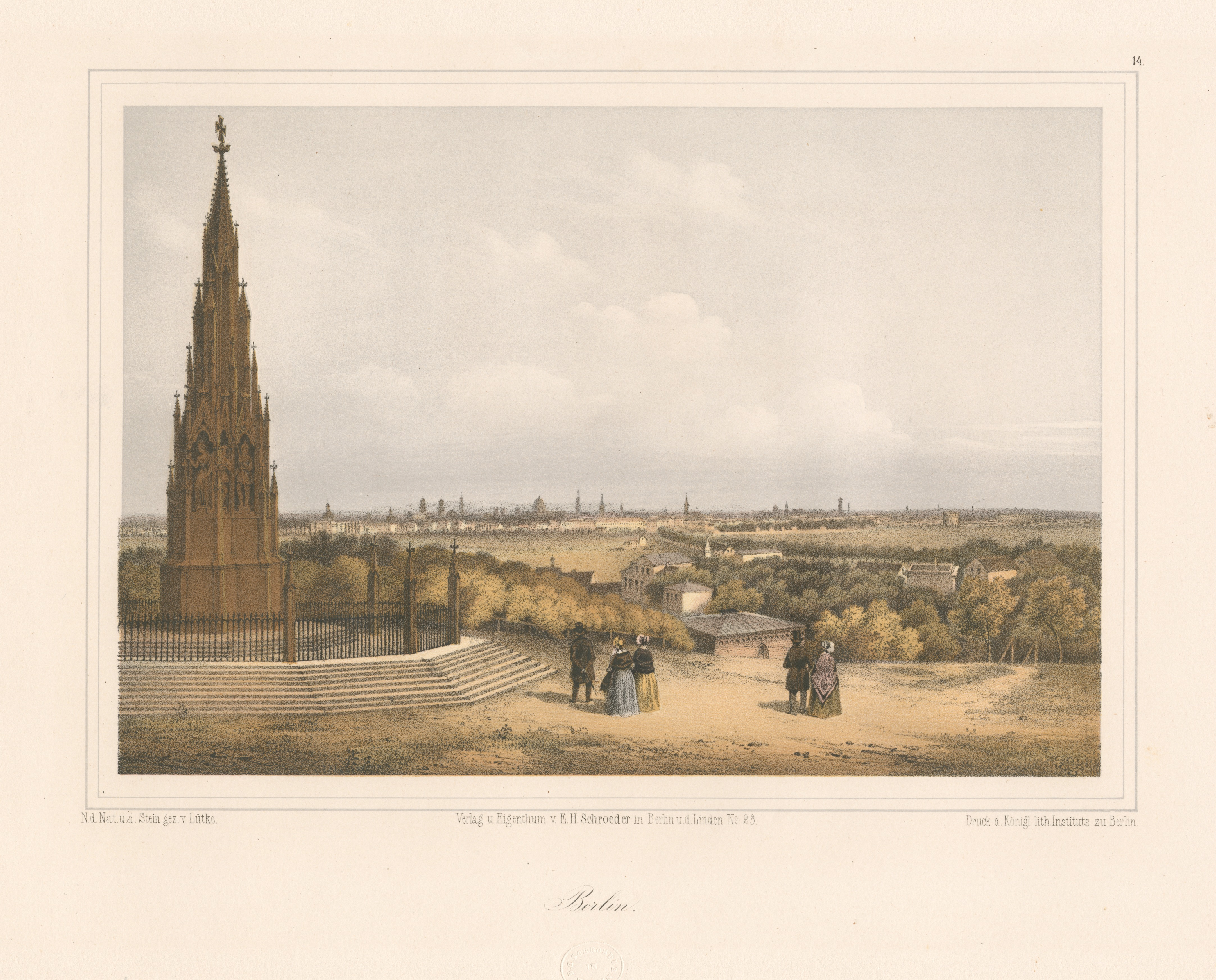
„Berlin“ mit dem Nationaldenkmal für die Befreiungskriege auf dem Kreuzberg;
Zeichnung und Lithographie von Lütke, Vielfarb-Druck des Königl. Lithogr. Instituts zu Berlin, Verlag von E. H. Schröder, Unter den Linden 23; Sammlung der New York Public Library

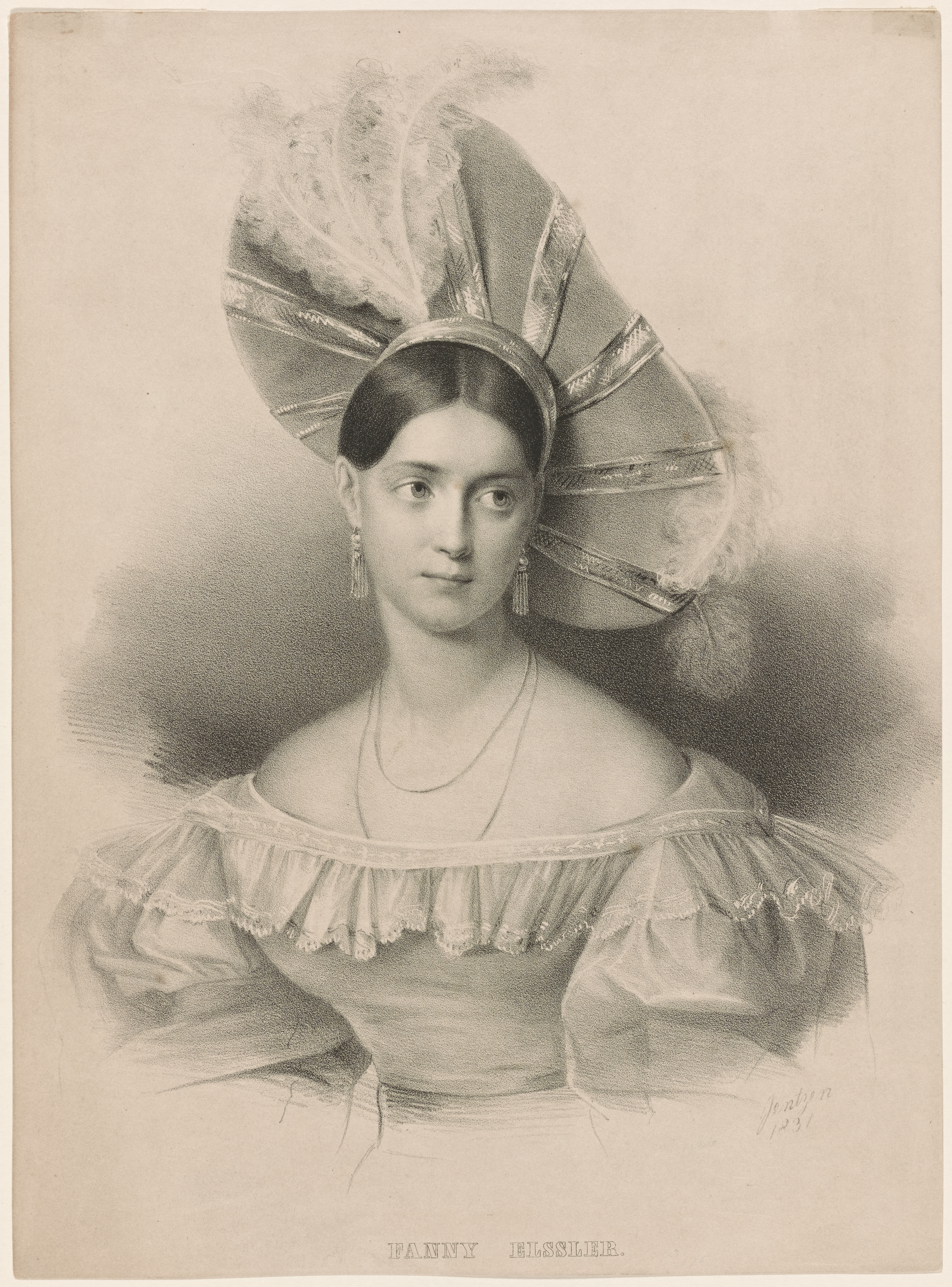
Porträt der Tänzerin Fanny Elßler;
Künstlersignatur „Jentzen, 1831“

Das Königliche Lithographische Institut, kurz auch Lithographisches Institut genannt, war eine 1818 vom Staat übernommene Druckerei mit Sitz in der Münzstraße 20 in Berlin. Das Institut ging zurück auf eine lithographische Anstalt mit angeschlossener Lehrschule, die der Generalmajor Ludwig von Reiche (1775–1857) 1816 in Berlin eröffnet hatte. Anfangs wurde es vom Kriegsministerium hauptsächlich für kartografische Zwecke genutzt und daher dem großen Generalstab unterstellt. Ab 1820 führte es den Namen Königlich Lithographisches Institut am Kriegsministerium. Ab 1825 durfte das Institut auch Drucke für ein privates Publikum herstellen. 1861 wurde das Königliche Lithographische Institut in die Königlich Preußische Staatsdruckerei eingegliedert.
Das Unternehmen hatte sich auf Lithografien spezialisiert. Zu den in der Deutschen Nationalbibliothek vorgehaltenen Publikationen des Instituts insbesondere aus der Zeit vor der allgemeinen Verbreitung der Fotografie zählen neben Gruppenbildern vor allem Porträts bekannter Persönlichkeiten nach Vorlagen-Zeichnungen verschiedener Künstler.
Im 20. Jahrhundert titelte das Berliner Lithograph. Institut beispielsweise für eine im Gea-Verlag erschienene Wetterkarte vom 1. Juli 1913. Noch in den 1940er Jahren produzierte das Berliner Lithographische Institut im Zweiten Weltkrieg eine großformatige, vielfarbig zweiseitig bedruckte Verkehrskarte – Deutsches Reich.

## Lithografen
- 1838: Maximilian Beeger[2]
- vor 1860: Carl Fischer[3]